# 急性腰痛症

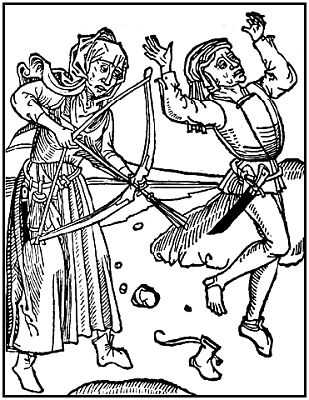
"Hexenschußes"（魔女の一撃）
男の背後に立つ魔女がウィッチクラフト（魔女術）の弓矢で男の足腰を痛撃している。襲われた男の痛みは両の手を挙げた仕草や脱げた靴などで表現されている。
法律博士コンスタンスのウルリクス・モリトーリス（パドヴァ大学のドイツ人法学者ウルリッヒ・モリトール）が1489-90年頃に出版した魔術に関する論文 "De Lamiis et Pythonicis Mulieribus" に掲載された "Hexenschußes" のための挿絵。印刷工で版画家のヨハンズ・ツァイナー (de) が手がけた木版画。

急性腰痛症（きゅうせい ようつうしょう）は、腰部に突然疼痛が走る疾患で、関節捻挫・筋肉の損傷・筋膜性炎症などの症状をいう。英語では病態そのままに「急性腰痛」の意で "acute low back pain（日本語音写例：アキュート ロー バック ペイン）" という。
日本語一般には、この病態、すなわち、重い物を持ち上げようとした時などに急に激しい腰痛が起こって立っていることさえ困難になる状態を、「ぎっくり腰（ぎっくりごし）」の通称をもって表す。また、地方によっては「びっくり腰」ともいう。
ドイツ語では、中世より "Hexenschuß (Hexenschuss)（日本語音写例：へクセンシュス）" と呼ばれており
、日本語にはこれを意訳した「魔女の一撃（まじょのいちげき）」もある。
急性の筋・筋膜性腰痛（筋性腰痛症）のほか、腰椎椎間板ヘルニア（ようついついかんばんヘルニア）、腰椎椎間関節捻挫（ファセットペイン）や仙腸関節性腰痛（せんちょうかんせつせいようつう）などの病態が多いが、稀にスプラング・バック（棘間・棘上靭帯損傷）でも同様の痛みを発する。発生要因等も様々であるが、主に年齢（ヘルニアは若年性だが筋関係は加齢によって好発）や運動不足（急な運動）などが考えられる。なお、腫瘍が原因で起きている場合は、夜間痛・安静時痛が多く起こるので、ぎっくり腰のように損傷事由を特定できる場合は少ない。また最近では、原因を特定できない腰痛を「非特異的腰痛」と呼ぶことがあり、ストレスの影響（側坐核）があるといわれている。

## 予防
予防策としては、荷物などを持つ際に足場の悪いところで無理な姿勢で持つなどしないように心がけることや、極端に重いものはなるべく持たずに済むように、物の収納の方法などを普段から工夫しておくことも有効である。また、睡眠不足でなおかつ過労ぎみの時なども起きやすいので、そのような労働環境に陥らないように防衛策（作業内容の調整や配置転換の要望、転職など）を講じるのもひとつの方法である。 可能ならば普段から軽度の（過度ではない程度の）運動をして腰まわりから背中にかけての筋肉全体が弱らないようにしておくこともそれなりに有効である。またゴルフをする人については、ドライバーの飛距離を争うようなプレイの仕方（=背中から腰にかけて極端な負荷がかかる行為）やその目的の練習を避け、他の要素をゆったりと楽しむというのもひとつの予防策になる。